# Cal Guim (Guissona)
Cal Guim és un edifici del municipi de Guissona (Segarra) protegit com a bé cultural d'interès local.

## Descripció
Edifici de tres plantes amb una façana principal que dona al C/ Raval Convent i una façana lateral que mira al C/ Pere Castelló. Realitzat amb pedra amb arrebossat pintat de color rosat, que juga amb unes franges horitzontals que recorren tota la façana imitant carreus regulars.
La façana principal presenta una porta d'accés molt senzilla i una finestra rectangular reixada amb forja. Al segon pis dues portes balconeres amb una motllura regular i dos balcons de forja. La tercera planta és igual que la segona, varia només la motllura de les portes. La façana lateral és molt més gran que la principal. A la seva planta baixa presenta dues finestres rectangulars amb una reixa de forja i dues portes de garatge modernes. Al segon pis quatre balcons de forja amb portes balconeres decorades amb motllura regular. I l'última planta repeteix el model d'aquesta segona variant només la motllura de les portes. Una cornisa amb petites mènsules i un sòcol de pedra llisa recorren la totalitat de la façana.